# Slezina
Slezina (latinsky lien, řecky σπλήν – splén) je orgán nacházející se u téměř všech savců. Má podobnou strukturu jako velká mízní uzlina a funguje zejména jako krevní filtr. Není k životu bezpodmínečně nutná a její odstranění (splenektomie, například při vnitřním krvácení) nemá ve většině případů pro člověka tragické následky. Histologicky je tvořena bílou a červenou pulpou. Bílou pulpu vytvářejí uzlíky lymfatické tkáně – Malpighiho tělíska, která jsou tvořena z malých B-lymfocytů. Červená pulpa se skládá z vaziva, které je vyplněno krevními cévami. Její hmotnost kolísá v rozmezí 50–250 g.

## Funkce sleziny
Slezina má několik funkcí. Je článkem imunitní obrany organizmu. Dochází v ní k syntéze protilátek. Slouží také jako krevní filtr s velkým množstvím makrofágů. Ty pohlcují a destruují poškozené nebo zanikající erytrocyty, leukocyty, bakterie a další materiál. Podílí se na recyklaci železa. Funguje jako rezervoár krve. Ve slezině se normálně objevuje krvetvorba ve fetálním období. Po vytvoření funkční kostní dřeně tvorba krvetvorných elementů ve slezině zaniká a objevuje se teprve, když je v organizmu krvetvorných elementů málo. Větší slezina je spojena s lepší schopností se potápět.

## Patologie sleziny
- myeloidní metaplazie
- splenomegalie
- hepatosplenomegalie
- hypoplazie sleziny, aplazie sleziny
- accesorní slezina
- bloudivá slezina
- nádory sleziny
  - primární – hemangiom, lymfangiom, hemangiosarcom, lymfangiosarcom
  - sekundární – Hodgkinova nemoc

## Uložení sleziny
Slezina je uložena intraperitoneálně v levé klenbě brániční (rg. hypochondriaca sinistra), v rozmezí 9. až 11. žebra, kopíruje průběh 10. žebra, hluboko při páteři. Zespoda je levé ohbí tlustého střeva, zprava pak slinivka břišní a žaludek. Za fyziologického stavu není hmatná. Poklepem na levém boku je patrné ztemnění v axilární čáře v rozmezí 9. až 11. žebra.

## Vyšetření sleziny
U zdravých lidí by slezina neměla přesáhnout levý žeberní oblouk. Tím pádem není při pohmatu břicha prokazatelná. Onemocnění, která jsou přímo spojena se zvětšením sleziny, je celá řada. Při zvětšení sleziny je ji možno již hmatem rozpoznat přes břišní stěnu. Pohmatové vyšetření se provádí následovně: pacient je na zádech a lékař začne vyšetření ve spodní části břicha. Následně pokračuje do prostoru levého horního kvadrantu. Slezina se při dýchání pohybuje, proto je pacient lékařem vyzván k nádechu. Zvětšenou slezinu je lékař tedy schopen prsty rozeznat.
Další možností je RTG vyšetření a ultrazvuk.